# Кобза Павла Конопленка-Запорожця
Кобза Павла Конопленка-Запорожця — різновид ладкової кобзи торбанового строю з 12-ма струнами (8-ма по грифу і 4-ма приструнками), описаний у книзі Павла Конопленка-Запорожця «Кобза і бандура», яку той отримав в подарунок від нащадка запорожців Данила Богдановича Потапенка в 1902:49 році і навчився на ній грати. За словами попереднього власника їй було тоді 150 років:47. Інструмент був довбаний, а не клеєний, як торбан.

Кобза, яку я отримав у дарунку, була примітивної обробки. Довбана з верби, овальної форми, з довгою ручкою (грифом), з механізмом на 12 струн і мала всього 6 ладів. Отже 8 струн ішли по грифу, а 4 струни по дейці. Жодних знаків по грифу, як у гітарах, поміж ладами не було. В кількох місцях вона була пошкоджена (потріскана), але добре склеєна, а головне те, що вона, не зважаючи на свій «музейний» стан, мала добрий вигляд, звучала ніжно і мала прекрасну вібрацію. Закінчення ручки було високо артистичної роботи. Голова ручки (грифу) була оздоблена вирізкою орла з його бюстом, а в очах орла були вставлені діяманти (алмази), які при світлі іскрилися і це викликало уяву про щось далеке, містичне і чарівне минуле…

Наступні концертні зразки інструментів, успадкувавши давню форму і конструкцію, були підредаговані автором для академічного виконавства. Зокрема, якщо на старому, подарованому, інструменті було 6 ладків, то на новому інструменті було встановлено аж 20. Ймовірно, що прихильність виконавця до ладкової гри була зумовлена його досконалим володінням гітарними прийомами і штрихами.
Пан Павло мав мінімум три інструменти: десятиструнну електроакустичну кобзу роботи майстра Франка Ґея (Едмонтон, Канада), дванадцятиструнну довбану кобзу роботи майстра П.(чи М.?)Боярського (Бриджпорт, США) і чотирнадцятиструнну акустичну кобзу.

## Стрій
Кобза Конопленка-Запорожця мала 8 струн на грифі і 2, згодом 4 або 6 коротких приструнків. Стрій її мав багато спільного із сімома струнами торбана.
За відомостями від п. Віктора Мішалова, варіанти строю бунтів інструмента були такі:
- B1, D2, G2, B2, D3, G3, B3, D4 — основний;
- Bb1, D2, G2, Bb2, D3, G3, Bb3, D4;
- C2, D2, G2, C3, D3, G3, B3, D4[3].

Останній варіант, крім найтовщої восьмої струни, дублює торбанові бунти на тон вище та «народний» стрій семиструнної гітари, поширеної у XIX — першій половині XX ст. в Росії та Україні. А в першому та третьому варіантах «заховано» стрій мамаєвої кобзи.
У своїй книзі «Кобзар Павло Конопленко-Запорожець у 60-ліття тріюмфу кобзи» (Вінніпеґ, 1970, с.313) автор наводить для бунтів лише основний варіант строю — B1, D2, G2, B2, D3, G3, B3, D4, а для чотирьох приструнків — C4, Eb4-E4, G4, C5 (в оригіналі: струни на грифі — H, d, g, h, d1, g1, h1, d2; приструнки — c2, dis2\es2, g2, c3). Зазначає також, що приструнки використовуються «у вийняткових композиціях акомпаньяментом, а також і при закінченні твору».